# Meckenheim (Pfalz)
Meckenheim (Pfalz) este o comună din landul Renania-Palatinat, Germania.